# 小行星10430
小行星10430（10430 Martschmidt，4030 P-L）是一顆位於小行星帶的小行星。於1960年9月24日被科内利斯·約翰內斯·萬·豪敦（Cornelis Johannes van Houten）、湯姆·赫雷爾斯（Tom Gehrels）和英格麗·萬·豪敦-格勒內費爾德（Ingrid van Houten-Groeneveld）發現於帕洛马山天文台。以知名荷蘭裔美國天文學家马尔滕·施密特命名。

## 外部連結
- JPL Small-Body Database Browser on 10430 Martschmidt （页面存档备份，存于）

| 前一小行星： 10429 van Woerden | 小行星列表 | 後一小行星： 10431 Pottasch |